# Związek Nieniemieckich Ewangelicko-Wolnokościelnych Zborów (baptyści)
Związek Nieniemieckich Ewangelicko-Wolnokościelnych Zborów (baptyści) (niem. Bund Nichtdeutscher Evangelisch-Freikirchlicher Gemeinden (Baptisten)) – utworzony w 1940 r. i zarejestrowany w 1942 r. w Generalnym Gubernatorstwie protestancki związek wyznaniowy o charakterze baptystycznym złożony z osób narodowości innych niż niemiecka. Jego odpowiednikiem na terenie Rzeszy był Związek Zborów Ewangelicko-Wolnokościelnych w Niemczech.

## Historia
Związek ten powstał ze względu na dokonaną przez hitlerowskie władze okupacyjne delegalizację Związku Zborów Słowiańskich Baptystów oraz Stowarzyszenia Wzajemnej Pomocy Baptystów i związaną z tym niemożność prowadzenia działalności religijnej przez wspólnoty baptystyczne na terenie Generalnego Gubernatorstwa. Poza baptystami w Związku znaleźli się wyznawcy ze Związku Ewangelicznych Chrześcijan, tzw. pierwochrześcijanie, wyznawcy Zjednoczenia Kościołów Chrystusowych i darbyści. Rejestracja nastąpiła 29 kwietnia 1942 r.. Jego prezesem został w 1940 r. Aleksander Kircun. Po zakończeniu II wojny światowej na bazie Związku powstał w maju 1945 r. Polski Kościół Ewangelicznych Chrześcijan Baptystów, który decyzją Ministra Administracji Publicznej z 4 maja 1946 r. (l. dz. 2433/46) został uznany za publiczno-prawny związek religijny.